# Eva Dozzi
Eva Marie Dozzi (uttalas Dotsi), under en period Dozzi Sohlberg, född 20 mars 1957, är en svensk författare, speaker och programpresentatör på SVT och SR.
Eva Dozzi är berättarröst till TV-dokumentärer och uppläsare av ljudböcker och talböcker. Hon har också varit sångerska.  År 2008 utgav hon boken Jävla John och 2010 Pick up – en romantisk komedi, bägge på Alfabeta förlag, 2011 Att leva istället för att överleva tillsammans med Eva Berlander på Podium  och 2020 Sista spiken på Lind & Co.

## Böcker
- Jävla John, 2008. ISBN 978-91-501-0886-6
- Pick up – en romantisk komedi, 2010. ISBN 91-501-1212-0
- Att leva istället för att överleva, 2011. ISBN 9789174371925
- Sista spiken, 2020, ISBN 9789178617005